# ラルフ・イーザウ
ラルフ・イーザウ（Ralf Isau, 1956年11月1日 - ）は、ドイツのファンタジー作家、ミステリー作家。
1956年にドイツのベルリンで生まれる。元はコンピュータ会社のシステムエンジニアだったが、1993年に作品をミヒャエル・エンデに見せて気に入られたのがきっかけとなり1994年、作家デビューした。1997年に『盗まれた記憶の博物館』でドイツの児童文学賞で最も権威があるとされるブックステフーダー賞を受賞した。現在、"詩人の街"シュトゥットガルト郊外在住。

## エピソード
- 1988年、当時はシステムエンジニアだったが娘を喜ばせるために物語の執筆を始めた。当初の構想は長くなってしまい娘の誕生日までに完成させるのは難しかったので、新たに『竜のゲルトルード』を執筆した。後に、当初の構想は『ネシャン・サーガ』として完成した[1]。
- 朗読会でエンデに作品を見せたところ気に入られて、彼の担当者がいる出版社を紹介してもらった[1]。

## 作品

### ファンタジー
- Der Drache Gertrud 竜のゲルトルート（未訳）
- Neschan-Trilogie ネシャン・サーガ（1995年-1996年、以下三巻）
  - Die Träume des Jonathan Jabbok 1 ヨナタンと伝説の杖
  - Das Geheimnis des siebten Richters 2 第七代裁き司の謎
  - Das Lied der Befreiung Neschans 3 裁き司最後の戦い
- Das Museum der gestohlenen Erinnerungen 盗まれた記憶の博物館 （1997年）
- Das Echo der Fluesterer ささやき人のこだま（未訳）
- Das Netz der Schattenspiele 影絵のネット （未訳）
- Der Kreis der Dämmerung 暁の円卓 （1999年-2001年 4部構成）
- Pala und die seltsame Verflüchtigung der Worte パーラ 奇妙なことばの喪失 （2002年）
- Die unsichtbare Pyramide 見えざるピラミッド(2003年)
- Die geheime Bibliothek des Thaddäus Tillmann Trutz ファンタージエン 秘密の図書館(2003年)
- Die Chroniken von Mirad ミラート年代記
  - Das gespiegelte Herz ミラート年代記1 古の民シリリム (2005年)
  - Der Koenig im Koenig ミラート年代記2 タリンの秘密 (2006年)
  - Das Wasser von Silmao ミラート年代記3 シルマオの聖水 (2006年)
- Minik An den Quellen der Nacht ミニク 夜の源にて（未訳）(2008年)

### サスペンス
- Der Silberne Sinn 銀の感覚 (2003年)
- Der Herr der Unruhe 振り子の王（未訳）(2004年)
- Die Galerie der Luegen 偽りのギャラリー（未訳）(2005年)
- Die Dunklen 緋色の楽譜 (2007年)
- Der Mann, der nicht vergessen kann 忘れることのできない男（未訳）(2008年)
- Messias メシアス（未訳）(2009年)

### その他
- わらいかたをおしえてよ （作：ラルフ・イーザウ、絵：おおさわちか、訳：酒寄進一、長崎出版、2008年）
  - 日本オリジナル企画の絵本